# Arabisme
Een Arabisme is een woord dat, of een zinswending of conventie die is overgenomen uit, of gevormd naar het voorbeeld van het Arabisch.
In gezaghebbende taalvoorschriften worden arabismen afgekeurd als strijdig met het eigen karakter van de taal waarin zij zijn overgenomen.